# Майкл Коллінз (астронавт)

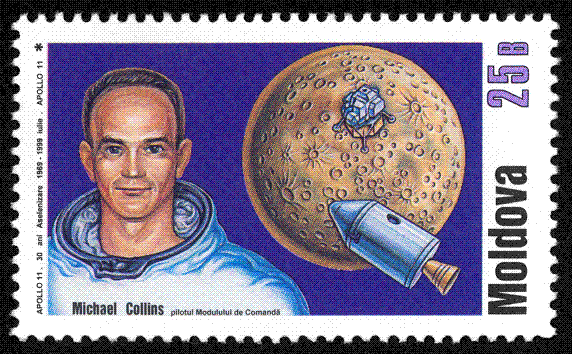
Марка Молдови із зображенням космонавта Коллінза

Майкл Ко́ллінз (англ. Michael Collins; 31 жовтня 1930, Рим, Італія — 28 квітня 2021, Нейплс, Флорида, США) — космонавт США і тестовий пілот, бригадний генерал ВПС США у відставці.

## Життєпис
Побував у космосі двічі. Перший політ на «Джеміні-10» (липень 1966).
Другий політ — навколо Місяця на «Аполлоні-11» (липень 1969), коли Ніл Армстронг і Едвін Олдрін зробили першу висадку на поверхню супутника Землі; в цей час Коллінз пілотував космічний корабель на орбіті Місяця. Він один із 24 людей на Землі, котрі злітали до Місяця. За цей політ Коллінз був нагороджений медаллю НАСА «За видатні заслуги» в 1970 році.

## Нагороди
У 2009 році нагороджений вищою нагородою США Золота медаль Конгресу.

## Вшанування
На його честь названо астероїд 6471 Коллінс.